# Répertoire personnel
Un répertoire personnel est un répertoire dans un système d'exploitation multi-utilisateur contenant les fichiers appartenant à un utilisateur. Les particularités du répertoire personnel, comme son nom et son emplacement, sont définies par le système d'exploitation.

## Répertoires personnelspar défaut
| Système                            | Emplacement                                                                                             | Variable      |
| ---------------------------------- | --- | ------------- |
| Microsoft Windows NT               | <root>\WINNT\Profiles\<utilisateur>                                                                     | %UserProfile% |
| Microsoft Windows 2000, XP et 2003 | <root>\Documents and Settings\<utilisateur>                                                             | %UserProfile% |
| Microsoft Windows Vista, 7, 8, 10  | <root>\Users\<utilisateur>                                                                              | %UserProfile% |
| Mac OS X                           | /Users/<utilisateur>                                                                                    | $HOME et ~/   |
| Basés sur Unix                     | <root>/home/<utilisateur>                                                                               | $HOME et ~/   |
| Dérivés de Unix                    | /var/users/<utilisateur> /u01/<utilisateur> /usr/<utilisateur> /user/<utilisateur> /users/<utilisateur> | $HOME et ~/   |
| SunOS / Solaris                    | /export/home/<utilisateur>                                                                              | $HOME et ~/   |
| Linux (normalisé)                  | /home/<utilisateur>                                                                                     | $HOME et ~/   |
| Unix (version AT&T)                | <root>/usr/<utilisateur>                                                                                | $HOME         |
| OpenVMS                            | <device>:[<utilisateur>]                                                                                | SYS$LOGIN     |